# Denis Bernard
Denis Bernard, né le 6 décembre 1957 à Lac-Etchemin, est un acteur québécois.

## Biographie
Il est diplômé du Conservatoire d'art dramatique de Québec de l'année 1980.
Il est le cousin de l'actrice Micheline Bernard.

## Filmographie

### Cinéma
- 1986 : Bach et Bottine d'André Melançon : le père de Fanny
- 1995 : Le Confessionnal de Robert Lepage : narrateur (voix)
- 2001 : Une jeune fille à la fenêtre de Francis Leclerc : monsieur Dubé
- 2004 : La Lune viendra d'elle-même de Marie-Jan Seille : Sylvain
- 2004 : Ma vie en cinémascope de Denise Filiatrault : Lucio Agostini
- 2005 : L'Audition de Luc Picard : Philippe Chevalier
- 2008 : Ce qu'il faut pour vivre de Benoît Pilon : père Millaire
- 2009 : Pour toujours, les Canadiens! de Sylvain Archambault : Dr Antoine Hébert
- 2010 : Trois Temps après la mort d'Anna de Catherine Martin : Jean-Pierre

### Télévision
- 1985-1989 : Félix et Ciboulette : Raymond (feuilleton pour enfant)
- 1985 : Le Parc des braves : Simon Saillant
- 1988 : Robert et compagnie : Robert Martineau
- 1990 : La Misère des riches : Laurent Nadeau
- 1990 : Desjardins: la vie d'un homme, l'histoire d'un peuple : Louis-Georges Desjardins
- 1991-1994 : Marilyn : Jean Godbout
- 1991 : Lance et compte : Le crime de Lulu : Michel Lauzeau
- 1992-1993 : La Misère des riches 2 : Laurent Nadeau
- 1992 : Shehaweh : Nicholas Lacharité
- 1992 : Scoop : Gustave Malouin
- 1992 : Bombardier : Alphonse-Raymond Bombardier
- 1993 : Le Sorcier (suite de Au nom du père et du fils) : Dr Philippe Lafresnière
- 1994 : À nous deux! : Me Paul Harvey
- 1994 : Les Grands Procès : Me Francoeur
- 1996 : Virgine : Roger Tremblay
- 1996 : Jasmine : Louis Desroches
- 1997 : Le Volcan tranquille : François-Xavier Lécluze
- 1997 : Diva : Victor Savaria
- 1997 : Le Masque : Lucien Aubry
- 1998 : Réseaux : Charles Morais
- 2000 : Haute surveillance : Paul Simon
- 2001 : Mon meilleur ennemi : Pierre Roberge
- 2003 : Les Aventures tumultueuses de Jack Carter : Sam
- 2005 : Au nom de la loi : Jean-Luc Therrien
- 2005 : Trudeau II: Maverick in the Making : Charlie Trudeau
- 2006 : Octobre 1970 :  Pierre Laporte
- 2007 : La Galère : Marc, premier ministre
- 2007 : Les Hauts et les Bas de Sophie Paquin : Yves
- 2009 : Yamaska : Philippe Carpentier
- 2015 : 19-2 : Bernard Foster
- 2016 : Feux : Jacques Lemaire
- 2016 : Fatale-Station : François Lemieux
- 2019 : Appelle-moi si tu meurs : Mario Vietti
- 2023- : L'Air d'aller : Sylvain Duplessis

### Téléfilm
- 1997 : L'Enfant des Appalaches : Laurent

## Récompenses et nominations

### Récompenses
- Prix Paul-Hébert
- Prix Nicky-Roy
- 2006 : il remporte le prix Génie du meilleur acteur de soutien pour son rôle dans le film L'Audition de Luc Picard.

### Nominations
- six nominations aux Masques, comme acteur premier rôle et ou acteur de soutien et metteur en scène.